# Yasuto Honda
Yasuto Honda (Kitakyūshū, Prefectura de Fukuoka, Japó, 25 de juny de 1969) és un exfutbolista japonès.

## Selecció japonesa
Yasuto Honda va disputar 29 partits amb la selecció japonesa.